# Волтер Девіс-молодший
Во́лтер Де́віс-молодший (англ. Walter Davis Jr.; 2 вересня 1932, Ричмонд, Вірджинія — 2 червня 1990, Нью-Йорк) — американський джазовий піаніст.

## Біографія
Народився 2 вересня 1932 року в Ричмонді, штат Вірджинія. Виріс в Іст-Оранджі, штат Нью-Джерсі. Його матір співала госпел, а дядько був піаністом. Підлітком виступав в Нью-Арку; залишив школу і поїхав в Монреаль в Канаду з гуртом Бабса Гонсалеса Three Bips & a Bop.
Грав з Максом Роучем і Чарлі Паркером, записувався з Роучем в 1953 році. У 1956 році приєднався до гурту Діззі Гіллеспі, гастролював на Близькому Сході і в Південній Америці. Також грав у Парижі з Дональдом Бердом (1958) та з Артом Блейкі і його гуртом The Jazz Messengers (1959). У 1959 році записав свій дебютний в якості соліста альбом Davis Cup на лейблі Blue Note.
На початку 1960-х років очолював власне тріо та дует, працював з Філлі Джо Джонсом, Джекі Мак-Ліном. В середині 1960-х залишив музику, мав власне ательє, де працював дизайнером одягу. В 1969 році навчався і грав в Індії. Відновив кар'єру в Нью-Йорку, грав з Доктором Джоном, The Rolling Stones, Сонні Роллінсом (1973—74), Артом Блейкі (1975); очолював власні гурти в Нью-Йорку. Записувався на лейблах Blue Note, Mapleshade, Debut, Denon і Red, а також на декількох французьких лейблах. Як сесійний музикант грав з Роучем, Роллінсом, Мак-Ліном, Сонні Кріссом, П'єром Мішло, Арчі Шеппом, Кенні Кларком, Бердом, Блейкі та ін.
Взяв участь у записі саундтреку до біографічного фільму «Птах» (1988), режисера Клінта Іствуда про Чарлі Паркера.
Помер 2 червня 1990 року в Нью-Йорку у віці 57 років від ускладнень захворювання печінки і нирок.

## Дискографія
- Davis Cup (Blue Note, 1959)
- Night Song (Denon, 1979)
- Blues Walk (1979)
- Uranus (Palcoscenico, 1979)
- 400 Years Ago Tomorrow (1979)
- Live au Dreher (1981)
- In Walked Thelonious (Mapleshade, 1987)
- Illumination (Denon, 1989)
- Jazznost: Moscow-Washington Jazz Summit (1990)
- Scorpio Rising (SteepleChase, 1994)